# 58e division d'infanterie (Empire allemand)
Pour les articles homonymes, voir 58e division d'infanterie.
La 58e division d'infanterie  est une unité de l'armée allemande créée en mars 1915 qui participe à la Première Guerre mondiale. La plupart de ses unités viennent de l'armée saxonne. Elle est engagée en Artois, puis transférée sur le front de l'est où elle combat durant l'été et l'automne 1915. En 1916, la division est successivement engagée à Verdun au printemps puis dans la Somme.
En 1917, la 58e division combat au Chemin des Dames avant d'être transférée sur le front de l'est et d'occuper un secteur du front vers le lac Naratch. À son retour sur le front de l'ouest, elle est engagée dans la bataille de Passchendaele. Durant l'année 1918, la division n'est employée qu'à des taches défensives sur le front britannique, en Flandres, dans la Somme puis en Artois. Après la signature de l'armistice, la division est transférée en Allemagne où elle est dissoute au cours de l'année 1919.

## Première Guerre mondiale

### Composition

#### 1915 - 1916
- 116e brigade d'infanterie

106e régiment d'infanterie
107e régiment d'infanterie
120e régiment d'infanterie de réserve
- 1 escadron du 18e régiment d'uhlans
- 58e brigade d'artillerie de campagne

115e régiment d'artillerie de campagne (6 batteries)
116e régiment d'artillerie de campagne (6 batteries)
- 115e et 116e compagnie de pionniers

#### 1917
- 116e brigade d'infanterie

106e régiment d'infanterie
107e régiment d'infanterie
103e régiment d'infanterie de réserve
- 1 escadron du 18e régiment d'uhlans
- 58e commandement divisionnaire d'artillerie

115e régiment d'artillerie de campagne (9 batteries)
- 142e bataillon de pionniers

#### 1918
- 116e brigade d'infanterie

106e régiment d'infanterie
107e régiment d'infanterie
103e régiment d'infanterie de réserve
- 1 escadron du 18e régiment d'uhlans
- 58e commandement divisionnaire d'artillerie

115e régiment d'artillerie de campagne (9 batteries)
97e bataillon d'artillerie à pied
- 142e bataillon de pionniers

### Historique
La 58e division d'infanterie est créée le 7 mars 1915 par le regroupement des 106e et 107e régiments d'infanterie saxonne en provenance de la 24e division d'infanterie et du 120e régiment d'infanterie de réserve issu de la 26e division de réserve. À la fin de 1916, le 120e régiment d'infanterie de réserve est remplacé par le 103e régiment d'infanterie de réserve pour obtenir une division de recrutement entièrement saxon.

#### 1915
- 5 mars - 9 mai : création de la division, instruction dans la région de Roulers.
- 9 mai - 15 juin : mouvement vers le front, engagée dans la bataille de l'Artois dans le secteur de Carency et subit de lourdes pertes[n 1].

début juin : combat au Labyrinthe dans le secteur de Neuville-Saint-Vaast.
- 15 juin - 21 juillet : retrait du front, repos dans la région de Douai.
- 21 - 24 juillet : transport par V.F. sur le front de l'est, en passant par Roubaix, Sedan, Longwy, Thionville, Trèves, Coblence, Cassel, Berlin, Marienburg, Königsberg, Lötzen[1].
- 25 juillet - 13 octobre : engagée dans l'offensive de Gorlice-Tarnów.

25 juillet - 3 août : combat le long du Narew, dans le secteur de l'estuaire de la Szkwa.
3 - 15 août : combat dans la région de Slina.
16 - 25 août : combats le long du Narew dans la région de Tykotsin, de Żółtki et de Kruschewo.
25 - 26 août : combat autour de Białystok et de Knyszyn.
1er - 7 septembre : bataille pour le franchissement du Niémen.
9 septembre - 2 octobre : progression vers Vilnius, engagée dans la bataille de Vilnius.
3 - 13 octobre : occupation d'un secteur du front entre Smarhon et le lac Naratch.
- 13 - 22 octobre : retrait du front, mouvement à partir du 16 octobre par V.F. vers le front de l'ouest par Vilnius, Kaunas, Königsberg, Berlin, Hanovre, Cassel, Francfort, Mayence, Coblence, Trèves, Sarrebruck[1].
- 23 octobre - décembre : occupation d'un secteur du front dans la région de Leintrey puis de Domèvre-sur-Vezouze.

#### 1916
- janvier - 25 février : retrait du front, repos dans la région de Sarrebourg.
- 25 février - 11 mars : mouvement vers le front, occupation d'un secteur vers Leintrey et Emberménil.
- 12 mars - 7 avril : mouvement de rocade, engagée dans la bataille de Verdun, la division participe à l'attaque du bois de la Caillette à proximité de Douaumont[1].
- 7 - 30 avril : retrait du front, repos dans la région de Rethel.
- 30 avril - 9 septembre : mouvement vers le front en Champagne ; occupation d'un secteur à l'est de Reims vers Bétheny, Cernay-lès-Reims et le fort de la Pompelle[1].
- 9 - 26 septembre : retrait du front, mouvement de rocade. Engagée dans la bataille de la Somme dans le secteur de Barleux avec des pertes sérieuses.
- 26 septembre - 23 octobre : retrait du front, mouvement par V.F. dans les Flandres. Occupation d'un secteur du front le long de l'Yser.
- 23 octobre - 20 novembre : retrait du front, mouvement vers la Somme. À nouveau engagée dans la bataille de la Somme dans le secteur de Courcelette et de Grandcourt.
- 20 novembre - 17 décembre : retrait du front, repos et mise en réserve de la Ire armée allemande. Réorganisation de la division, le 120e régiment d'infanterie est transféré à la 204e division d'infanterie nouvellement formée. Le 103e régiment d'infanterie de réserve est intégré à la division[2].
- 17 décembre 1916 - 20 mars 1917 : mouvement vers Verdun. Occupation d'un secteur du front dans cette région.

#### 1917
- 21 mars - 20 avril : mouvement de rocade, occupation d'un secteur du front dans la région d'Auberive. Engagée à partir du 16 avril dans la bataille du Chemin des Dames, la division subit de fortes pertes durant les attaques françaises des 16 et 17 avril.
- 20 - 28 avril : retrait du front, à partir du 24 avril mouvement par V.F. vers le front de l'est par Coblence, Giessen, Halle, Łódź, Varsovie et Brest-Litovsk[2].
- 28 avril - 6 octobre : mouvement vers le front, occupation d'un secteur au sud du lac Naratch.
- 6 - 11 octobre : retrait du front, transport par V.F. vers le front de l'ouest en Belgique par Vilnius, Königsberg, Lübeck, Hambourg, Krefeld, Aix-la-Chapelle, Gand, Bruges et Torhout.
- 11 - 24 octobre : mouvement vers le front, engagée dans la bataille de Passchendaele dans le secteur du bois de Houthulst.

22 octobre : attaque alliée.
- 24 - 31 octobre : retrait du front, repos.
- 31 octobre - 30 novembre : mouvement vers le front, occupation d'un secteur du front vers le bois de Houthulst.
- décembre : retrait du front, repos vers Bruges.

#### 1918
- janvier - 3 avril : occupation d'un secteur du front dans la région d'Ypres.
- 3 avril - 19 mai : la division étend sa ligne de front du fait de la relève de la 38e division d'infanterie.
- 19 mai - 13 juin : relève par la 49e division de réserve[2], mouvement de rocade. La division relève la 31e division d'infanterie et occupe un secteur vers Locre[2].
- 13 juin - 7 juillet : relève par la 52e division de réserve[2], retrait du front et repos dans la région de Courtrai.
- 7 juillet - 9 août : mouvement vers le front, relève de la 121e division d'infanterie, occupation d'un secteur à l'ouest de Dranoutre[2].
- 9 - 25 août : relève par la 52e division de réserve, repos dans la région de Menin[2].
- 25 août - 10 septembre : mouvement par V.F. de Menin à Sancourt.

28 août - 1er septembre : occupation d'un secteur vers Hardecourt-aux-Bois et Bullecourt.
1er - 10 septembre : mouvement de rocade, relève de la 52e division d'infanterie, combats violents et fortes pertes durant cette période.
- 10 - 27 septembre : retrait du front, repos.
- 27 septembre - 22 octobre : relève de la 39e division d'infanterie au nord d'Écourt-Saint-Quentin, repli vers Arleux[3].
- 22 octobre - 11 novembre : mouvement de rocade, poursuite du repli devant la pression des troupes alliées. Le 4 novembre, la division est stationnée à Hecq, le 5 novembre au nord de Berlaimont, puis au nord de Pont-sur-Sambre le 6 novembre[3]. Après la signature de l'armistice, la division est transférée en Allemagne où elle est dissoute au cours de l'année 1919.

## Chefs de corps
| Grade                        | Nom                                 | Date                         |
| ---------------------------- | ----------------------------------- | ---------------------------- |
| Generalmajor/Generalleutnant | Georg von Gersdorff                 | 5 mars 1915 - 14 avril 1917  |
| Generalmajor                 | Woldemar Vitzthum von Eckstädt (de) | 14 avril 1917 - janvier 1919 |